# Rubus sorbicus
Rubus sorbicus är en rosväxtart som beskrevs av Heinrich E. Weber. Rubus sorbicus ingår i släktet rubusar, och familjen rosväxter. Inga underarter finns listade i Catalogue of Life.